# Episodi di All Saints (settima stagione)
La settima stagione della serie televisiva All Saints è stata trasmessa in anteprima in Australia da Seven Network tra il 17 febbraio 2004 e il 16 novembre 2004.
| nº | Titolo originale       | Titolo italiano | Prima TV Australia | Prima TV Italia |
| -- | ---------------------- | --------------- | ------------------ | --------------- |
| 1  | One Day at a Time      |                 | 17 febbraio 2004   |                 |
| 2  | Opening Up             |                 | 17 febbraio 2004   |                 |
| 3  | Happy Familes          |                 | 24 febbraio 2004   |                 |
| 4  | Wolf                   |                 | 2 marzo 2004       |                 |
| 5  | In Too Deep            |                 | 9 marzo 2004       |                 |
| 6  | Peripheral Vision      |                 | 16 marzo 2004      |                 |
| 7  | Fight or Flight        |                 | 23 marzo 2004      |                 |
| 8  | Prison Walls           |                 | 30 marzo 2004      |                 |
| 9  | Deceptions             |                 | 6 aprile 2004      |                 |
| 10 | A Place in the Heart   |                 | 13 aprile 2004     |                 |
| 11 | Brave New World        |                 | 20 aprile 2004     |                 |
| 12 | Bad Pennies            |                 | 27 aprile 2004     |                 |
| 13 | Ground Zero            |                 | 4 maggio 2004      |                 |
| 14 | Life after Death       |                 | 11 maggio 2004     |                 |
| 15 | Zero Tolerance         |                 | 18 maggio 2004     |                 |
| 16 | Meltdown               |                 | 25 maggio 2004     |                 |
| 17 | Into the Fire          |                 | 1º giugno 2004     |                 |
| 18 | Clean                  |                 | 8 giugno 2004      |                 |
| 19 | Under the Skin         |                 | 15 giugno 2004     |                 |
| 20 | Feet of Clay           |                 | 22 giugno 2004     |                 |
| 21 | Pecking Order          |                 | 29 giugno 2004     |                 |
| 22 | Luck of the Draw       |                 | 6 luglio 2004      |                 |
| 23 | Consequences           |                 | 13 luglio 2004     |                 |
| 24 | When Worlds Collide    |                 | 20 luglio 2004     |                 |
| 25 | Mind Over Matter       |                 | 27 luglio 2004     |                 |
| 26 | Falling from Grace     |                 | 3 agosto 2004      |                 |
| 27 | Bad Seed               |                 | 10 agosto 2004     |                 |
| 28 | Out of Focus           |                 | 31 agosto 2004     |                 |
| 29 | Odd Couples            |                 | 31 agosto 2004     |                 |
| 30 | Benefit of the Doubt   |                 | 7 settembre 2004   |                 |
| 31 | Don't Look Back        |                 | 14 settembre 2004  |                 |
| 32 | Karma                  |                 | 21 settembre 2004  |                 |
| 33 | Panic Stations         |                 | 28 settembre 2004  |                 |
| 34 | Three Strikes          |                 | 5 ottobre 2004     |                 |
| 35 | Out on a Limb          |                 | 12 ottobre 2004    |                 |
| 36 | Extra Mile             |                 | 19 ottobre 2004    |                 |
| 37 | On the Brink           |                 | 26 ottobre 2004    |                 |
| 38 | The Last Resort        |                 | 2 novembre 2004    |                 |
| 39 | Cries for Help         |                 | 9 novembre 2004    |                 |
| 40 | The Season to Be Jolly |                 | 16 novembre 2004   |                 |